# Евстафий Антиохийский
Евстафий Антиохийский (греч. Ευστάθιος Αντιοχείας; † 337 или 346) — архиепископ Антиохийский, один из Отцов Церкви IV века, всю жизнь был энергичным борцом против арианства. Почитается в лике святителей, память в Православной церкви совершается 21 февраля (5 марта) в високосный год, 21 февраля (6 марта) в невисокосные годы.

## Жизнеописание
Родился в Сиде Памфилийском во второй половине III века. Он был епископом города Берии, пользовался любовью и уважением народа и по ходатайству паствы был возведён отцами I Вселенского собора (325) на Антиохийскую кафедру.
Святитель Евстафий был глубоко образованным богословом, а также отличался обширными познаниями в науках светских. Когда на Востоке стало распространяться арианство, Евстафий выступил против данного учения. В 325 году император Константином Великим (306—337) был созван собор в Никее. Источники дают разную информацию по вопросу о председателе данного собора. По одной из версий именно Евстафий главенствовал на соборе. Собор осудил учение Ария и изложил собственное исповедание в Символе веры. «Неистового Ария», как назвал его святитель Евстафий, не пожелавшего отказаться от своего заблуждения, и его единомышленников Собор, лишив сана, отлучил от церкви.
Однако среди епископов, подписавших Никейский Символ веры, не было единства во взглядах. Большинство на востоке после Никейского собора предпочло пользоваться собственными вероисповедными формулами, так что вплоть до 350-х годов никейский символ был в забвении. Меньшинство же, которое сочувствовало ереси Ария и подписало акты Собора не по убеждению, а боясь отлучения, начало выступать как против никейского символа, так и против тех, кто его придерживался, в частности, против Евстафия. После того как император Константин ослабил свою проникейскую позицию, возвратив в 328 году видных антиникейцев из ссылки, в 330 году они добились от Евстафия согласия на созыв в Антиохии поместного собора, на котором антиохийский епископ был осуждён и отправлен светской властью в ссылку. 
Вопрос о причине осуждения Евстафия на соборе 330 года является дискуссионным, так как сами источники приводят разноречивую информацию. Исходя из подхода "причина-повод", который, кстати, можно найти в источниках, можно увидеть следующую картину. Только Афанасий Александрийский в труде "История ариан" говорит, что Евстафия оклеветали и был "выдуман предлог", а именно "будто бы Евстафий оскорбил Цареву матерь", при этом далее александрийский епископ ссылается на библейскую аллюзию об осуждении Навуфея за "оскорбление" им царя Ахава. Феодорит Кирский (ЦИ, кн. 1, гл. 21) приводит другой предлог. Он сообщает, что участники Антиохийского собора 330 года "подкупили продажную женщину", через нее оклеветали Евстафия и "произнесли ему приговор как любодею", после чего убедили императора в справедливости приговора и Евстафий "изгнан был как любодей и тиран", вероятно, как тот, кто низлагал и изгонял из своей епархии "ариан" и сочувствующих им. О том же можно прочесть и у Филосторгия (ЦИ, кн. 2), который пишет, что Евстафию вменили "в вину преступную связь с некой девицей и удовлетворение с нею постыдной похоти". О предлоге писал и Созомен (ЦИ, кн. 1, гл. 19): "предлог был тот, что будто бы он посрамил свое священство непристойными делами", без дальнейшего уточнения. 
Что касается причины, то при том, что источники не дают однозначной информации, картина вырисовывается более определенная. Афанасий в том же труде перед тем как написать о клевете и выдвинутом предлоге, отметил следующее: "он (Евстафий) много ревновал по истине, ненавидел арианскую ересь и не принимал державшихся ее". Феодорит Кирский отмечает, что у тех, кто в конце-концов осудил Евстафия "настоящей причиной была война против благочестия" (там же). Филосторгий пишет, что изданный вернувшимися из ссылки антиникейцами символ был издан с целью "ниспровергнуть утвержденный Никейским собором" (там же) символ. Созомен, прямо говоря о причине осуждения Евстафия, писал: "на самом деле... за то, что он одобрял Никейскую Веру, а от приверженцев Евсевиевых, которых мнению следовали епископы Востока, как от единомышленников Ария, о вращался и явно порицал их". Впрочем, не забывая добавить, что так "многие говорят". Иоанн Златоуст в труде "Похвала святому отцу нашему Евстафию, архиепископу Антиохии Великой", отметив, что противники Евстафия "не имели никакой справедливой причины к обвинению", далее написал: "он (Евстафий) удалился от нечестия и убрался беззакония", после чего, как приверженец Никеи, написал, что "это достойно венцов, а не обвинения". И наконец Сократ (ЦИ, кн. 1, гл. 24) писал, что "в Антиохии был создан Собор и низложил Евстафия, как такого епископа, который более умствовал по учению Савеллия, нежели учил по разуму Никейского собора". Здесь сразу же вспоминаются слова Созомена: "Евсевий... приписывал Евстафию мнение Савеллия» (ЦИ, кг. 1, но. 18). Впрочем, Сократ не был категоричен. Далее он писал: "Впрочем, иные говорят, что это сделано по другим, не добрым причинам, только они прямо не высказаны у них. Епископы имели обычай так поступать в отношении ко всем низлагаемым: они обвиняли их в нечестии, а причин нечестия не выставляли (после чего говорит о невозможности обвинить антиохийского епископа в савеллианстве тем, кого сами обвиняли в савеллианстве)... Евстафий обвинен был вероятно, по другим причинам". Трудно поверить, чтобы на самом деле была практика скрывать причины обвинений и осуждения. Скорее всего за этими словами Сократа стоит невозможность указать однозначные причины осуждения Евстафия, тем более, что, как свидетельствует Сократ (ЦИ, кн. 1, гл. 23) Евстафий, которого самого обвиняли в том, что он "более умствовал по учению Савеллия, нежели учил по разуму Никейского собора", в свою очередь обвинял Евсевия Кесарийского в том, что "в искажении никейского учения об упомянутом догмате" (Созомен. Там же). Так что в условиях такой неразберихи и с позиции прошедших десятилетий (Сократ и Созомен писали свои Истории в V веке), трудно было указать на подлинную причину осуждения Евстафия. 
И все же совокупность рассмотренных данных, а также принимая во внимание тот факт, что начиная с 328 года император Константин сменил свою жёсткую проникейскую позицию, убедившись, что она не принесла мира церкви, восток же в своем большинстве остался равнодушен к никейскому символу, можно с определенной долей вероятности сказать, что причинами осуждения Евстафия стали его а) приверженность никейскому символу (формулировку же о том, что Евстафий "более умствовал по учению Савеллия, нежели учил по разуму Никейского собора" скорее всего следует объяснить тем, что в тот период никто не осмелился прямо поставить под сомнение деятельность Никейского собора, который был делом чести Константина); б) негативное отношение к "арианству" и "арианам"/евсевианам. И успех последних был обусловлен не столько "происками" малочисленных "ариан", сколько тем, что восток в своем большинстве был равнодушен к никейскому символу, подозревая его в древнем савеллианстве. Реакция же светской власти скорее не подчиняла своей воле восточных иерархов, а следовала за их равнодушным отношением к Никее. Поэтому представляется более вероятным, что Евстафий был осуждён за свои богословские, проникейские, взгляды, которые в тот период на востоке не считались ортодоксальными. 
Святитель Евстафий и в ссылке всё так же ревностно боролся за Православие. Скончался в ссылке в городе Филиппах, или Траянополе, в 337 году (по Н. П. Барсову — около 346 года).
В 482 году мощи святителя Евстафия с честью были перенесены из Филипп в Антиохию к великой радости антиохийцев, не перестававших почитать и любить своего патриарха-исповедника. Святителя Евстафия чтили великие святители IV века Василий Великий, Иоанн Златоуст, Афанасий Александрийский, Епифаний Кипрский, Анастасий Синаит и Иероним Стридонский. Церковный историк епископ Феодорит Кирский называл святителя Евстафия столпом Церкви и благочестия, наравне со святителем Афанасием Александрийским и другими епископами, главными поборниками Православия.

## Творения
Его сочинения были посвящены, главным образом, полемике против ариан:
- «Восемь книг против Ария»;
- «О душе» (собственно о душе Иисуса Христа);
- толкование на Книгу Притч (VIII, 22 и IX, 5), псалмы (15, 56, 92).

Отрывки из этих сочинений сохранились у Феодорита в его «Диалогах», и в актах Второго Вселенского собора.
В полном составе дошли до нас лишь два сочинения Евстафия: «Об аэндорской волшебнице» и «Речь императору Константину».
Сочинения святителя Евстафия включены в 18-й том Patrologia Graeca.
Из сочинений Евстафия на русском языке издано:
- Слово о трапезе в доме Лазаря и его сестёр Марии и Марфы. / пер. Н. П. Кудрявцева. // Богословский вестник. — 1903, июль — август. — № II. — С. 1—14.